# Jeongjong van Joseon
Koning Jeongjong of Joseon, geboren als Yi Bang-gwa was de tweede koning van de Koreaanse Joseondynastie. Hij was de tweede zoon van zijn vader, koning Taejo van Joseon.
Jeongjong werd door zijn broer Taejong op de troon geholpen. Na slechts een jaar geregeerd te hebben, deed hij echter afstand van de troon en werd hij opgevolgd door Taejong.
Hij was een kundige en wijze vorst, ook al was zijn regeringsperiode maar van korte duur en gemarkeerd met bloedvergieten binnen de koninklijke familie. Op advies van zijn broer Taejong verbood hij het houden van privélegers.
Jeongjong stierf in 1419 en werd begraven in de buurt van Kaeseong.

## Volledige postume naam
- Koning Jeongjong Gongjeong Euimun Jangmu Onin Sunhyo de Grote van Korea
- 정종공정의문장무온인순효대왕
- 定宗恭靖懿文莊武溫仁順孝大王

- Library of Congress Control Number: n85389647
- Nationale Bibliotheek van Israël: 987007395909205171
- Virtual International Authority File: 53155531
- WorldCat: E39PBJwxKRybyrWC7XqgqJmfMP